# Howard Wieman
Howard Henry Wieman (* um 1942) ist ein US-amerikanischer experimenteller Kernphysiker, der sich speziell mit Detektoren in der hochenergetischen Schwerionenphysik befasst.

## Leben
Wieman studierte an der Oregon State University mit dem Bachelor-Abschluss 1966 und wurde 1975 bei Isaac Halpern an der University of Washington promoviert. Als Post-Doktorand war er an der University of Colorado und danach am Lawrence Berkeley National Laboratory, an dem er 2011 pensioniert wurde, aber dort weiter wissenschaftlich aktiv ist.
Am LNBL war er für den Entwurf und die Installation der Low Energy Beam Line am Schwerionenbeschleuniger Bevalac verantwortlich und an der Entwicklung von Spurendriftkammern (Time Projection Chamber, TPC), speziell der EOS Time Projection Chamber am Bevalac, deren Ko-Leiter er mit Hans-Georg Ritter war. Zeitweise war er auch bei der Gesellschaft für Schwerionenforschung (GSI, Darmstadt). Wieman war auch der Konstrukteur (mit dem Maschinenbauer Russell Wells) der TPC für das STAR Experiment am Relativistic Heavy Ion Collider (RHIC) in Brookhaven und er entwarf und konstruierte den Vertexdetektor HFT PXL für das STAR Experiment, der ab 2014 in Betrieb ist und D-Mesonenzerfälle in Schwerionenstössen beobachten soll. Er verwendet monolithische CMOS-Pixel-Technologie.
Wieman wurde 2001 zum Fellow der American Physical Society ernannt und erhielt den Tom-W.-Bonner-Preis für Kernphysik für 2015. Er erhielt 1999 den J.M. Nitschke Technical Excellence Award  des LBNL.